# Brittiska Indien
Brittiska Indien (engelska: British Raj, rāj, bokstavligen "välde" på sanskrit) var det brittiska styret i den indiska subkontinenten mellan 1858 och 1947. Styrelseskicket instiftades 1858, då styret över Brittiska Ostindiska Kompaniet överfördes till kronan genom drottning Victoria (som 1876 proklamerades kejsarinna av Indien), och varade till 1947, då det brittiska kejsardömet delades in i två suveräna dominionstater, Indiska unionen (senare Republiken Indien) och Dominionen Pakistan (senare Islamiska republiken Pakistan, av vilket östra halvan, ännu senare, blev Folkrepubliken Bangladesh). Vid starten 1858 var Nedre Burma redan en del av Brittiska Indien. Övre Burma tillkom 1886, och den resulterande unionen, Burma, administrerades som en provins till 1937, då det blev en separat brittisk koloni, som blev självständig 1948.
Budgeten för Brittiska Indien täckte kommunala angelägenheter, polisen, den lilla men välutbildade Indian Civil Service som drev den statliga verksamheten, och indiska armén. Den betalades helt av indier genom skatter, särskilt på jordbruksmark och på salt. Den stora välutbildade indiska armén spelade stora roller i båda världskrigen, resten av tiden tränade man för att möta en eventuell rysk invasion genom Afghanistan. Den stora majoriteten av de indiska folken var mycket fattiga bönder. Ekonomisk tillväxt på 1 % per år neutraliserades genom befolkningstillväxt på 1 %.

## Historia
Den 18 februari 1665 avstod Portugal Bombay till britterna. 1690 grundlade britterna Calcutta. Den 12 augusti 1765 tog Brittiska Ostindiska Kompaniet över den politiska makten i Bengalen. Den 20 oktober 1774 lades alla Ostindiska Kompaniets besittningar under samma förvaltning. Den 10 maj 1857 utspelade sig Sepoyupproret, det sista arméupproret mot britterna, som grundade sig i rykten om att sepoyerna skulle behöva använda ammunition smord med djurfett, något som stred mot deras religiösa tabu. Den 29 mars 1858 avsattes den siste stormogulen. Den 2 augusti 1858 ersatte Brittiska Indien Ostindiska Kompaniet som förvaltare av de brittiska intressena i Indien genom lagen Act for the better government of India. Den 28 april 1876 utropades Drottning Victoria till kejsarinna av Indien. Den 15 augusti 1947 delades Brittiska Indien och underlydande indiska stater - förutom Burma och Ceylon - upp i två dominions; Indien och Pakistan. Den 22 juni 1948 proklamerade brittiska kronan kejsardömets retroaktiva avskaffande från 15 augusti 1947. Den 26 januari 1950 trädde det självständiga Indiens nya författning ikraft, varigenom Brittiska Indien definitivt upphörde att existera, och Indien blev republik och medlem i Brittiska samväldet.

## Geografi
Brittiska Indien omfattade det som idag är Indien, Pakistan, Bangladesh, Myanmar och Sri Lanka. Närliggande Nepal var en stat beroende av Storbritannien och övertogs från Kejsardömet Kina 1908. Sikkim var under denna tidsperiod ett brittiskt protektorat.
Delar av territoriet utgjordes av vasallstater som stod under brittisk suzeränitet. Övrigt territorium var indelat i provinser. Brittiska Västbengalen var en av de provinser som existerade från 1905 till 1912.

## Förvaltning
Den brittiska monarkens representant på plats i Indien, Indiens vicekung och generalguvernör, residerade i Calcutta och härskade genom civila och militära myndigheter över den infödda befolkningen. I utövningen av denna makt var denne dock underställd och bunden av order från Westminster (London), där en särskild minister och chef för India Office (engelska: Secretary of State for India) hade med lagstöd närmast oinskränkt makt över Brittiska Indien i sina händer. Indienministern ingick i det brittiska kabinettet (ministärens inre kärna) och utsågs därför i praktiken av Storbritanniens premiärminister. 
Vicekungen hade i Indien inget parlament vid sin sida utan endast ett statsråd bestående av brittiska ämbetsmän med rådgivande funktion. Till rådets sessioner kunde vicekungen även kalla ansedda infödingar. Delarna av det vidsträckta området stod antingen direkt under förvaltning av vicekungen och hans brittiska funktionärer, eller tillhörde infödda vasallfurstar. Dessa hade dock vid sin sida en brittisk resident som utövade den egentliga regeringsmakten och som mottog sina instruktioner av vicekungen.
Allt eftersom Indien moderniserades ökade det inhemskt indiska inflytandet över den brittiska förvaltningen i Indien. Se vidare i artiklarna Brittisk-indiska armén samt Government of India act 1909.

## Kultur
Delar av de besuttna klasserna i Indien blev med tiden anglifierade: många av dem fick delar av sin utbildning i England och man lärde sig tala engelska. Många brittiska ämbetsmän flyttade till Indien med sina familjer, och de som stannade i landet kom att bilda en liten angloindisk folkgrupp. En särskild benämning uppkom för barn av brittiska män och indiska kvinnor, nämligen eurasier.
Brittiska och europeiska forskare kom att återupptäcka delar av den gamla indiska kultur som fallit i glömska under delhisultanatet och mogulriket. Se vidare i artikeln Indologi.